# Южно-Украинская АЭС
Южно-Украинская АЭС (укр. Південноукраїнська АЕС) — атомная электростанция, расположена на берегах Южного Буга в городе Пивденноукраинск Николаевской области Украины. Входит в состав Южно-Украинского энергетического комплекса. Является обособленным подразделением Национальной атомной энергогенерирующей компании «Энергоатом» (НАЭК «Энергоатом»).

## Общие сведения
Проектом предусматривалось создание нового типа энергетического предприятия, решение проблемы комплексного и рационального использования энергии, которая генерируется атомной, гидроэлектростанцией и гидроаккумулирующей электростанцией. Сооружение Южно-Украинского энергетического комплекса имело целью обеспечить юг Украины достаточным количеством электроэнергии, используя манёвренные гидроаккумулирующие мощности и водные ресурсы Южного Буга.
Строительство атомной станции, состоящей из трёх энергоблоков с реакторами ВВЭР-1000 мощностью 1000 МВт каждый, и города-спутника АЭС Пивденноукраинск началось весной 1975 года. В декабре 1982 года первый энергоблок был включён в энергетическую систему. В 1985 и 1989 годах были пущены в строй второй и третий энергоблоки станции. За 10 лет работы АЭС выработала свыше 100 млрд киловатт-часов электроэнергии. Установленная мощность станции в настоящее время составляет 3000 МВт.
Первый энергоблок оснащён реакторной установкой производства «Ижорских заводов» в Санкт-Петербурге, остальные два блока используют реакторы ВВЭР-1000 и парогенераторы, произведённые на заводе «Атоммаш». Во втором энергоблоке Южно-Украинской АЭС установлен реактор, ставший первым произведённым на Волгодонском заводе «Атоммаш» в 1981 году. Первый и второй энергоблоки оснащены реакторными установками В-302 и В-338 соответственно, турбинами К-1000-60/1500 производства харьковского ОАО «Турбоатом» и генераторами ТВВ-1000-4 (1500 об/мин) производства санкт-петербургского объединения «Электросила». Третий энергоблок оснащён реакторной установкой В-320, генератором ТВВ-1000-2 (3000 об/мин) тех же производителей и турбиной К-1000-60/3000, изготовленной на «Ленинградском металлическом заводе».
ЮУ АЭС в течение года генерирует 17—18 млрд кВт·ч электрической энергии, что составляет свыше 10 % производства электроэнергии на Украине и около четверти его производства на украинских атомных электростанциях. Южно-Украинская АЭС на 96 % покрывает потребности в электроэнергии Николаевской, Херсонской, Одесской областей Украины.
На средства Южно-Украинской атомной станции в 1999 году построена Александровская ГЭС.

### Топливо
В активной зоне энергоблоков № 2 и № 3 Южно-Украинской АЭС с 2005 года эксплуатируются тепловыделяющие сборки (ТВС) двух производителей — «ТВЭЛ» и «Westinghouse».
В конце июня 2012 года компания «Энергоатом» приняла решение выгрузить топливо американской компании «Westinghouse» из реакторов № 2 и № 3 АЭС из-за «повреждения обода дистанцирующей решётки двух сборок ТВС-W». Украинская компания обратилась к России с просьбой срочно поставить на Южно-Украинскую АЭС российское топливо, изготовленное для Запорожской АЭС. Государственная инспекция ядерного регулирования запретила использование ТВС производства «Westinghouse».
В 2013 году все топливные кассеты производства «Westinghouse» были полностью извлечены из второго энергоблока АЭС.
В марте 2015 года в реактор энергоблока № 3 загрузили первые 42 топливные кассеты производства «Westinghouse». Разгерметизация двух кассет с ядерным топливом «Westinghouse» обнаружена в том же году во время плановой остановки реактора третьего блока.
После того, как весной 2016 года Государственная инспекция ядерного регулирования лицензировала модернизированное ядерное топливо «Westinghouse» (ТВС-WR), «Энергоатом» был намерен произвести у «Westinghouse» две закупки свежего топлива для АЭС.
19 мая 2016 в активную зону реактора энергоблока № 3 были помещены 80 топливных кассет российской компании «ТВЭЛ» и 83 укреплённые тепловыделяющие сборки компании «Westinghouse» (ТВС-WR).
В июле 2018 года 3-й энергоблок стал первым украинским блоком, полностью перешедшим на топливо «Westinghouse».

## Происшествия
В ночь с 15 на 16 января 2015 года возник сильный пожар внутри пропускного трансформатора Южно-Украинской АЭС. В тушении пожара участвовало 16 единиц техники и 125 человек личного состава. По результатам проведённой после радиационной разведки фон на промышленной площадке АЭС и за её пределами не превышал нормы.

### Энергоблок №1
23 марта 2016 года в 9:40 энергоблок №1 Южно-Украинской АЭС отключён от энергосистемы Украины для проведения текущего ремонта для устранения неисправности системы регулирования турбины. Министерство энергетики и угольной промышленности Украины опровергло информацию о неисправности на Южно-Украинской АЭС из-за использования топлива американской компании Westinghouse. 23 марта 2016 года в 23:26 энергоблок №1 Южно-Украинской АЭС подключён к энергосети после проведения текущего ремонта.

### Энергоблок №2
Проектный срок эксплуатации энергоблока №2 Южно-Украинской АЭС заканчивался 25 декабря 2015 года. Однако постановлением Коллегии Госатомрегулирования от 7 декабря 2015 года признана возможной безопасная эксплуатация энергоблока №2 Южно-Украинской АЭС до 31 декабря 2025 года. 13 декабря энергоблок №2 Южно-Украинской АЭС был подключён к энергосистеме Украины после окончания капитального планово-предупредительного ремонта и выполнение мероприятий по продлению срока его эксплуатации в сверхпроектный период.
- 26 января 2016 года в 13:15 энергоблок №2 был разгружен с 1030 МВт до 600 МВт. Причиной разгрузки стало отключение главного циркуляционного насоса №1. На 11:15 27 января мощность энергоблока была снижена до 365 МВт.  Мощность энергоблока №2,  по состоянию на середину дня среды, 27 января, снижена до 0 МВт, соответственно, энергоблок полностью выведен из работы после двух попыток в течение суток осуществить его разгрузку[17]. 5 февраля в 15:02 энергоблок №2 подключён к энергосети, после проведения текущего ремонта[18].
- 10 февраля 2016 в 01:28 энергоблок №2 был отключён от энергосистемы страны  для проведения текущего ремонта по устранению повышенной вибрации подшипников турбоагрегата[19].  11 февраля энергоблок №2 был подключён к энергосети, после проведения текущего ремонта[20].
- 26 февраля 2016 в 01:27 энергоблок №2 был отключён от энергосети, для проведения текущего ремонта на оборудовании реакторного отделения энергоблока ‒ главном циркуляционном насосе № 1 (ГЦН-1)[21]. 5 марта в 07:39 энергоблок №2 был подключён к энергосети после окончания текущего ремонта[22].
- 21 марта 2016 в 09:47 энергоблок №2 отключён от энергосистемы Украины для проведения текущего ремонта согласно разрешённой заявке для устранения недостатков в системе охлаждения генератора[23]. 17 апреля 2016 года в 13:27 энергоблок был подключён к энергосети, после проведения текущего ремонта[24].
- 20 мая 2016 во время проведения плановых испытаний оборудования на энергоблоке №2 Южно-Украинской АЭС в результате ошибочных действий персонала сработала аварийная защита. В 10:01 энергоблок был отключён от энергосистемы Украины[25]. 21 мая в 02:37 энергоблок был подключён к энергосети[26].

### Энергоблок №3
- 20 февраля 2016 года в 05:45 энергоблок №3 Южно-Украинской АЭС отключён от энергосети из-за повышения уровня теплоносителя в парогенераторе по факту отказа регулятора уровня[27]. В тот же день в 15:48 энергоблок, после устранения неисправностей, подключён к энергосети[28].
- Утром 4 января 2020 года Третий энергоблок Южно-Украинской АЭС был отключён от энергосети после срабатывания автоматической защиты, сообщает пресс-служба компании «Энергоатом», которая является оператором станции. Информации о том, почему сработала защита, пока нет. В «Энергоатоме» заверили, что повышения радиационного фона на самой АЭС и на окружающей её территории не зафиксировано[29].

### Во время российского вторжения
В ночь на 19 сентября 2022 года во время вторжения России на Украину, территория станции (находящаяся под контролем Украины более чем за 100 км от линии фронта) была обстреляна российской армией. Ракета взорвалась в 300 метрах от реакторов, образовав воронку диаметром 4 и глубиной 2 метра. В зданиях станции вылетели окна. Реакторы и люди не пострадали, но получили урон близлежащая ГЭС и линии электропередач.

## Информация об энергоблоках
| Энергоблок      | Тип реакторов | Мощность | Мощность | Начало строительства | Подключение к сети               | Ввод в эксплуатацию              | Окончание проектного срока эксплуатации                                              |
| Энергоблок      | Тип реакторов | чистая   | брутто   | Начало строительства | Подключение к сети               | Ввод в эксплуатацию              | Окончание проектного срока эксплуатации                                              |
| --------------- | ------------- | -------- | -------- | -------------------- | -------------------------------- | -------------------------------- | ------------------------------------------------------------------------------------ |
| Южно-Украинск-1 | ВВЭР-1000/302 | 950 МВт  | 1000 МВт | 01.03.1977           | 31.12.1982                       | 18.10.1983                       | 02.12.2013, срок эксплуатации сначала был продлён до 02.12.2023, затем до 02.12.2033 |
| Южно-Украинск-2 | ВВЭР-1000/338 | 950 МВт  | 1000 МВт | 01.10.1979           | 06.01.1985                       | 06.04.1985                       | 12.05.2015, срок эксплуатации продлён до 31.12.2025                                  |
| Южно-Украинск-3 | ВВЭР-1000/320 | 950 МВт  | 1000 МВт | 01.02.1985           | 20.09.1989                       | 29.12.1989                       | 10.02.2020, планируются работы по продлению СЭ                                       |
| Южно-Украинск-4 | ВВЭР-1000/320 | 950 МВт  | 1000 МВт | 01.01.1987           | Строительство остановлено в 1989 | Строительство остановлено в 1989 | Строительство остановлено в 1989                                                     |